# Резня в Захедане (2022)
Резня в Захедане, также известная как Кровавая пятница (перс. جمعه خونین‎, белудж. زائدانءِ ھۏنݔن آدݔنَگ) — серия жестоких репрессий, начавшихся с собрания протестующих перед полицейским участком рядом с мечетью в Захедане, Иран, 30 сентября 2022 года для скандирования лозунгов. Реакция властей привела к многочисленным жертвам.
Силы безопасности открыли огонь по протестующим, а затем, расправившись с ними, открыли огонь по верующим, проводившим пятничную молитву в мечети, что привело к уличным столкновениям, в результате которых по меньшей мере 96 протестующих были убиты и 300 получили ранения.
Столкновения произошли главным образом в ответ на предположительно совершённое в июне изнасилование полковником Ибрагимом Кучакзаем, командующим полицией в Чабахаре, 15-летней девочки-белуджа , и на смерть Махсы Амини от рук Назидательного патруля после её ареста 16 сентября 2022 года.
Школы в Захедане и Носратабаде были временно закрыты из-за опасений за благополучие школьников.

## Предпосылки
Основной причиной инцидента стала смерть иранки Махсы Амини и предполагаемый случай изнасилования со стороны полковника Ибрагима Кучакзая в Чабахаре во время допроса 15-летней девочки по случаю убийства в соседнем доме. Полковник сказал девушке, что он должен «осмотреть её тело», а затем приставал к ней и изнасиловал её, о чём та сообщила позже своей матери.

## Результаты
В отчете Amnesty International от 6 октября 2022 года было установлено, что 30 сентября правительственные силы «незаконно открыли огонь боевыми патронами, металлической дробью и слезоточивым газом» непосредственно в районе молитвенного места Большой Мосаллы Захедана, большого молитвенного места через дорогу от полицейского участка., «где сотни людей, включая детей и пожилых людей, все ещё совершали пятничную молитву». Amnesty International признала, что «меньшинство протестующих бросали камни в сторону полицейского участка», но не нашла никаких доказательств, которые «оправдали бы применение смертоносной силы». Amnesty International далее заявила, что «многие убитые жертвы (отвернулись) от сил безопасности и не представляли непосредственной угрозы». В отчете говорится, что на данный момент зарегистрировано 66 смертей, а также неизвестное количество сопутствующих жертв.
Кампания белуджских активистов сначала оценила число убитых во время протестов в 42 человека и раненых — в 197. Из них 160 человек получили ранения от боевых патронов, а остальные — от огня из дробовика; позже это число увеличилось по меньшей мере до 96 убитых (в том числе 13 детей) и более 300 раненых. Отмечалось, что большинство раненых находятся в критическом состоянии и что реальная цифра, вероятно, намного выше.

## Военно-полевой суд
Вооруженные силы Ирана начали частные слушания в апреле 2023 года.

## Реакции
Молави Абдолхамид Исмаилзахи назвал инцидент «катастрофой» и потребовал «суда и наказания для виновных в убийствах людей», добавив, что верующие были ранены снайперами в голову и сердце. Позже он прокомментировал заявление иранского правительства о том, что убийства были совершены сепаратистскими террористическими организациями, такими как «Джайш уль Адл», заявив, что «ни „Джайш уль Адл“, ни какая-либо другая подобная организация не принимали участия в этом деле».
Реза Пехлеви написал в Твиттере, что убийства «только ускорят падение режима».
В Твиттере был популяризирован белуджскими активистами хэштег #Speak4Zahedan. После этого события символом продолжающихся протестов стала фотография Ходанура Лоджея, протестующего белуджа, чьи руки были привязаны к флагштоку, с чашкой воды, поставленной перед ним, но вне его досягаемости.